# 유근창
유근창(柳根昌, 1926년 5월 10일 ~ 2020년 10월 24일, 충청남도 공주시 사곡면)은 대한민국 육군 군인, 관료이다. 중장으로 있던 1970년 7월 4일 제15대 국방부 차관에 임명되었으며, 1개월 후 1970년 8월 21일을 기하여 대한민국 육군 중장 예편하였고 그 후 1973년 10월 19일까지 국방부 차관 직책을 지냈다.

## 학력
- 육군사관학교 2기
- 육군보병학교 졸업
- 동국대학교 행정학과 학사

## 주요 경력
- 육군 제20사단장
- 육군 제5군단장
- 국방부 차관[2]
- 토지개발공사 사장